# آن سوک هوان
آن سوک-هوان (انگلیسی: Ahn Suk-hwan؛ زادهٔ ۱ نوامبر ۱۹۵۹) یک هنرپیشه، و بازیگر سینما اهل کره جنوبی است. وی در سریال بزرگ در کنار گونگ یو، لی مین جونگ و سوزی ایفای نقش کرده است. 